# Гідрометалургійний завод Басамук
Гідрометалургійний завод Басамук – складова частина нікель-кобальтового проекту Раму, який реалізували в Папуа Новій Гвінеї.
В 2012 році почав роботу рудник Курумбукарі, збагачувальна фабрика якого продукує нікель-кобальтовий концентрат, що далі транспортується по пульпопроводу Курумбукарі – Басамук до гірометалургійного заводу. Останній розмістили на узбережжі моря Бісмарка за півсотні кілометрів на південний схід від Мадангу.
Для розкриття концентрату завод використовує сульфатну кислоту, яку виробляє сам за допомогою двох ліній продуктивністю по 1700 тонн на добу. Сировиною для отримання кислоти є імпортована сірка. Також завод споживає великі обсяги вапняку, який використовують в процесі вилучення домішок інших металів – алюмінію, магнію, марганцю, а також для нейтралізації кислотних стоків. На відміну від сірки, вапняк постачають з місцевого кар’єру.
Товарною продукцією виступає суміш гідроксидів нікеля та кобальту (Mixed Hydroxide Product, MHP). Проектна потужність заводу становить 32 тисячі тонн нікелю та 3,3 тисячі тонн кобальту на рік при отриманні 3,2 млн тонн концентрату.
Завод має власну електростанцію з дизель-генераторами фінської компанії Wartsila загальною потужністю 60 МВт. Логістику забезпечує причал, здатний обслуговувати судна дедвейтом до 50 тисяч тонн.
Після нейтралізації шкідливі відходи захоронюються у морі, куди поступають по трубопроводу з випускним отвором на глибині у 150 метрів. Далі вони природнім шляхом опускаються на глибину від 1000 до 1600 метрів та в основному опиняються під осадом, який постійно надходить до акваторії. За проектом щорічно таким чином має скидатись 5 млн тонн відходів (що становить лише 6% від природнього виносу осадкових порід).